# 韓縯
韓縯（?—?），表字伯南，有些史書誤稱韓演、韓寅，颍川郡舞阳县（今河南省舞阳县西）人，东汉时期人物。韩棱之孙。
韓縯在汉顺帝时任丹阳郡（今安徽省宣城市）太守，有能名。後因其兄南陽太守韓昭貪污案，韓縯被用檻車徵回京師，剛到京師便被赦免，未幾，任為沛相，後官至太常。汉桓帝永寿元年（155年）夏，司空房植免官，韓縯继任司空。永寿三年（157年）十一月，司徒尹颂去世，韓縯继任司徒。延熹二年（159年）八月，权臣梁冀被诛杀，韓縯和司空孫朗因为依附梁冀被下狱，出狱后贬为庶人。
延熹八年(165年)，漢桓帝因日蝕之變，韓縯被启用为司隶校尉。韓縯因而奏宦官左悺罪惡，及其兄太僕南鄉侯左稱請託州郡，聚斂為姦，賓客放縱，侵犯吏民。左悺、左稱皆自殺。韓縯又奏中常侍具瑗兄沛相恭臧罪，徵詣廷尉。具瑗詣獄謝，上還東武侯印綬，詔貶為都鄉侯。單超及徐璜、唐衡等已去世的宦官的襲封者，都降為鄉侯，子弟分封者，悉奪爵土。